# Benz-Tropfenwagen
Der Benz-Tropfenwagen bzw. Benz RH-Wagen ist ein im Jahre 1923 erstmals eingesetzter Mittelmotorrennwagen der Benz & Cie. in Mannheim.

## Vorgeschichte
Nachdem Edmund Rumpler 1921 auf der Berliner Automobilausstellung seinen Tropfenwagen vorstellte, zeigte Hans Nibel, Chefkonstrukteur von Benz, großes Interesse an diesem revolutionären Fahrzeugkonzept.
Benz erwarb von Rumpler 1922 eine Lizenz. Bereits 1922 ging aus dieser Zusammenarbeit der Prototyp eines offenen Tourenwagens hervor, der weitgehend einem offenen Rumpler-Tropfenwagen mit Benz-Emblemen entsprach.

## Fahrzeug
Danach entwickelte Benz selbstständig den weltweit ersten Mittelmotorrennwagen, von dem vier Exemplare bis 1923 fertiggestellt wurden. Wie bei Rumpler war die Karosserie strömungsgünstig geformt und der Motor vor der Hinterachse eingebaut (Mittelmotor). Den Rennwagen gab es in 3 Versionen. Das 1. Fahrzeug hatte einen 4-Zylinder-Motor und eine nach unten gebogene vordere Starrachse. Die 2. bzw. 3. Version wurde von einem 2 Liter großen Sechszylinder-Reihenmotor mit vier Ventilen pro Zylinder angetrieben, der zwischen 80 und 90 PS (59 und 66 kW) leistete. Die vordere Starrachse war hier durchgehend waagrecht und an Blattfedern aufgehängt, die Hinterräder waren einzeln aufgehängt mit einer Pendelachse. An allen Rädern saßen mechanisch betätigte Trommelbremsen. Nur am 1. Fahrzeug waren die Trommelbremsen sowohl an der Vorder- als auch an der Hinterachse an den Rädern angebracht. Bei den danach gebauten Fahrzeugen wurden die hinteren Bremsen am Differential platziert. Der wesentliche Unterschied zwischen der 2. und 3. Version war die Position des Wasserkühlers. Während sich bei der 2. Version die Kühlung in der Mitte des Wagens und der Tank im Bug befand, kam bei der 3. Version der Wasserkühler in den Bug und der Tank in das Heck.

## Renneinsatz
Erstmals eingesetzt wurden drei der Wagen beim Großen Preis von Europa auf dem Autodromo di Milano in Monza am 9. September 1923, wo Benz mit Ferdinando Minoia bzw. Franz Hörner den vierten bzw. fünften Platz belegte. Die 2. Rennwagenversion wurde von Franz Hörner auch am 18. Mai 1924 beim Solitude-Rennen eingesetzt. 1925 gewann der Pforzheimer Kaufmann und Privatrennfahrer Adolf Rosenberger mit der 3. Version des Benz-Tropfenwagens das Rennen im Kasseler Bergpark.

## Benz RH Sportwagen
Ende 1924 begann Benz auf der Basis des Tropfen-Rennwagens in kleiner Stückzahl Sportwagen zu bauen. Mit diesen Sportwagen erzielten Willy Walb, Adolf Rosenberger und Carl Tigler bei verschiedenen Rennen und Bergrennen beachtliche Erfolge.

## Nationale Erfolge
| Jahr | Rennen                    | Platzierung                                      | Fahrer            | Referenz |
| ---- | ------------------------- | ------------------------------------------------ | ----------------- | -------- |
| 1924 | Großer Solitude Bergpreis | 3. Platz                                         | Franz Hörner      | [ 6 ]    |
| 1925 | Rund um die Solitude      | Klassensieg Sport- und Tourenwagen bis 8 PS/9 PS | Adolf Rosenberger | [ 6 ]    |
| 1925 | Herkules-Bergrennen       | Sieger aller Klassen in neuer Rekordzeit.        | Adolf Rosenberger |          |
| 1925 | ADAC-Schauinsland-Rennen  | Klassensieg Rennwagen bis 5 Liter                | Willy Walb        | [ 7 ]    |
| 1925 | Feldbergrennen            | Klassensieg Rennwagen bis 3 Liter                | Willy Walb        | [ 7 ]    |

## Vorbild für die Auto-Union-Rennwagen
Adolf Rosenberger, der bei seinen Rennen unter anderem den RH-Wagen fuhr, steuerte später – ab 1932 – als kaufmännischer Geschäftsführer des Konstruktionsbüros von Ferdinand Porsche seine Erfahrungen mit diesem Fahrzeug zur Konzeption der Auto-Union-Rennwagen bei. Der Auto-Union-Rennwagen von 1934 wies einige Ähnlichkeiten mit dem RH-Wagen auf.